# Công nghệ tàng hình

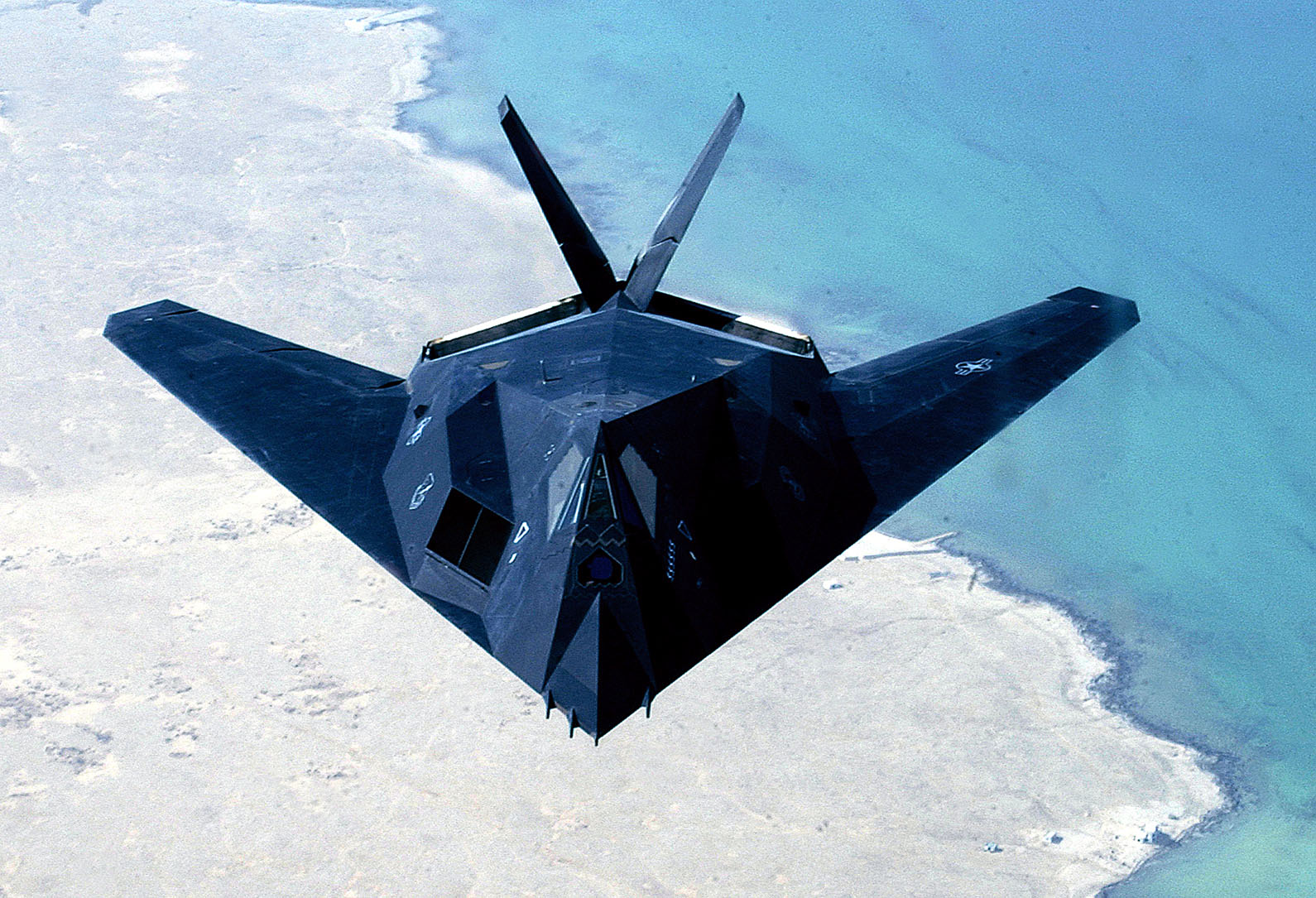
Máy bay tấn công tàng hình F-117

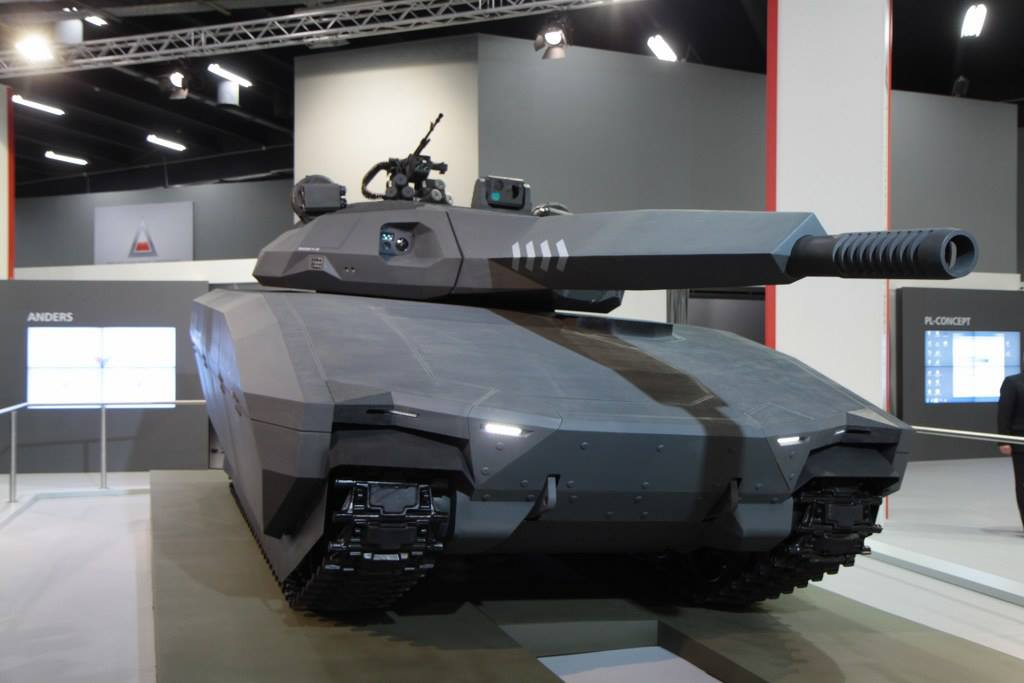
Xe mặt đất tàng hình PL-01

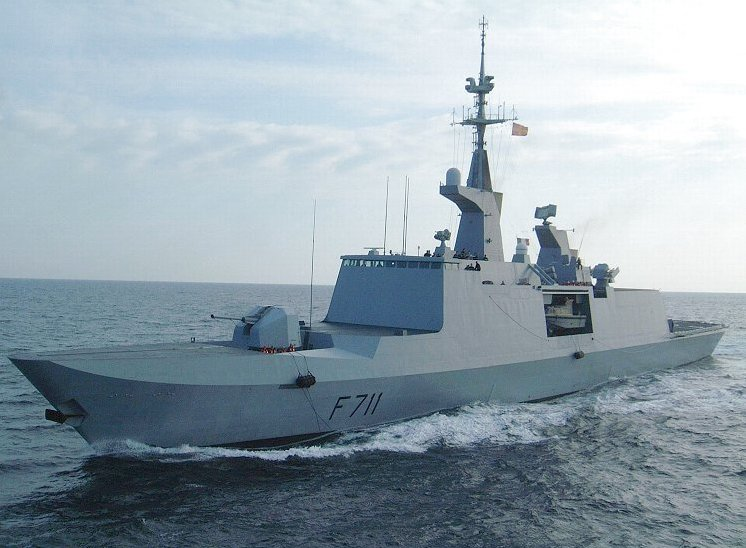
Tàu khu trục tàng hình Surcouf của Pháp

Công nghệ tàng hình (stealth technology), còn được gọi là công nghệ độ quan sát thấp (low observable technology), là một môn học phụ của chiến thuật quân sự và biện pháp đối phó điện tử thụ động và chủ động, bao gồm một loạt các phương pháp được sử dụng để chế tạo nhân sự, máy bay, tàu, tàu ngầm, tên lửa, vệ tinh và phương tiện mặt đất ít nhìn thấy hơn (vô hình lý tưởng) đối với radar, hồng ngoại, sonar và các phương pháp phát hiện khác. Nó tương ứng với ngụy trang quân sự cho các phần của phổ điện từ (nghĩa là ngụy trang đa phổ).
Sự phát triển của các công nghệ tàng hình hiện đại ở Hoa Kỳ bắt đầu vào năm 1958, trong đó những nỗ lực trước đó nhằm ngăn chặn radar theo dõi các máy bay do thám U-2 của nó trong Chiến tranh Lạnh của Liên Xô đã không thành công. Các nhà thiết kế đã chuyển sang phát triển một hình dạng cụ thể cho các mặt phẳng có xu hướng giảm phát hiện bằng cách chuyển hướng sóng bức xạ điện từ từ radar. Vật liệu hấp thụ bức xạ cũng đã được thử nghiệm và chế tạo để giảm hoặc chặn tín hiệu radar phản xạ khỏi bề mặt máy bay. Những thay đổi như vậy đối với hình dạng và thành phần bề mặt bao gồm công nghệ tàng hình như hiện đang được sử dụng trên "Máy bay ném bom tàng hình" Northrop Grumman B-2 Spirit.
Khái niệm tàng hình là hoạt động hoặc ẩn nấp trong khi cho các lực lượng địch không có dấu hiệu nào cho thấy sự hiện diện của các lực lượng thân thiện. Khái niệm này lần đầu tiên được khám phá thông qua ngụy trang để làm cho diện mạo của một đối tượng hòa vào nền hình ảnh. Khi tiềm năng của các công nghệ phát hiện và đánh chặn (radar, tìm kiếm và theo dõi hồng ngoại, tên lửa đất đối không, v.v.) đã tăng lên, do đó, mức độ thiết kế và hoạt động của quân nhân và phương tiện đã bị ảnh hưởng trong phản ứng. Một số đồng phục quân đội được xử lý bằng hóa chất để giảm chữ ký hồng ngoại của chúng. Một chiếc xe tàng hình hiện đại được thiết kế ngay từ đầu để có một chữ ký quang phổ đã chọn. Mức độ tàng hình thể hiện trong một thiết kế nhất định được chọn theo các mối đe dọa phát hiện dự kiến.

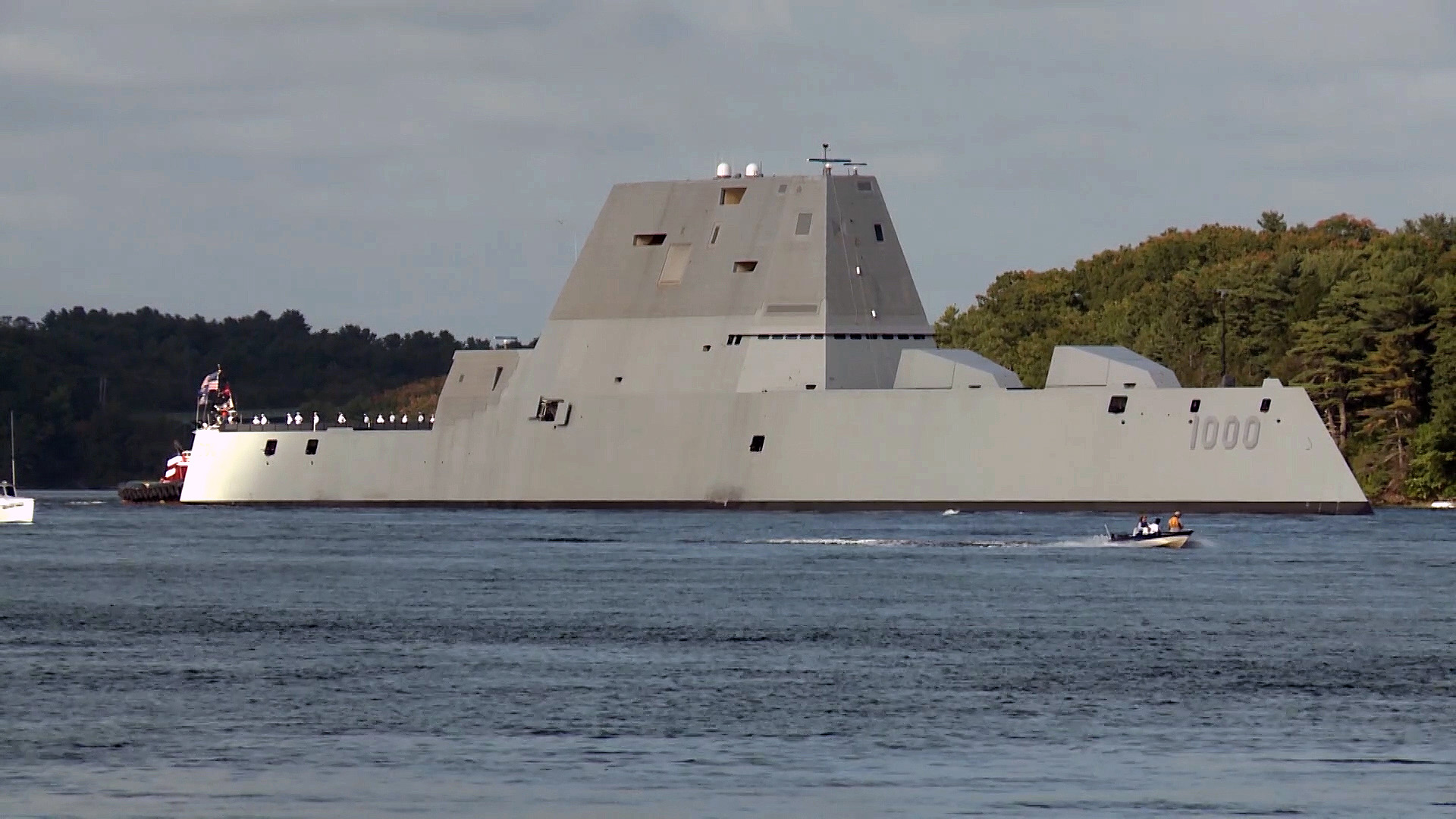
USS Zumwalt (DDG-1000)

## Lịch sử
Ngụy trang để hỗ trợ hoặc tránh các loài săn mồi có trước loài người, và các thợ săn đã sử dụng thực vật để che giấu bản thân có lẽ miễn là mọi người đã săn bắn. Ứng dụng ngụy trang sớm nhất trong chiến tranh là không thể xác định được. Các phương pháp che giấu bằng hình ảnh trong chiến tranh đã được Tôn Tử ghi lại trong cuốn sách Binh pháp Tôn Tử vào thế kỷ thứ 5 TCN, và được Frontinus ghi lại trong tác phẩm Strategemata của ông vào thế kỷ 1 sau Công nguyên.
Ở Anh, các đơn vị quân sự bất thường trong thế kỷ 17 là những người đầu tiên sử dụng màu sắc nhạt (phổ biến ở các đơn vị Ailen thế kỷ 16) như một hình thức ngụy trang, theo các ví dụ từ lục địa này.
Trong Thế chiến I, người Đức đã thử nghiệm sử dụng Cellon (Cellulose axetat), một vật liệu che phủ trong suốt, trong nỗ lực làm giảm tầm nhìn của máy bay quân sự. Các ví dụ đơn về máy bay chiến đấu monoplane Fokker E.III Eindecker, máy bay quan sát hai chỗ ngồi Albatros CI và máy bay ném bom hạng nặng nguyên mẫu Linke-Hofmann RI được phủ Cellon. Tuy nhiên, ánh sáng mặt trời lóe lên từ vật liệu khiến máy bay càng nhìn rõ hơn. Cellon cũng được phát hiện bị xuống cấp nhanh chóng do cả ánh sáng mặt trời và sự thay đổi nhiệt độ trong chuyến bay, vì vậy nỗ lực chế tạo máy bay trong suốt đã chấm dứt.
Năm 1916, người Anh đã sửa đổi một chiếc khinh khí cầu lớp SS nhỏ với mục đích trinh sát vào ban đêm trên các tuyến của Đức ở Mặt trận phía Tây. Được trang bị động cơ im lặng và túi khí màu đen, chiếc máy bay vừa vô hình vừa không thể nghe thấy từ mặt đất, nhưng một số chuyến bay vào ban đêm trên lãnh thổ do Đức nắm giữ đã thu thập được rất ít thông tin hữu ích và ý tưởng này đã bị loại bỏ.
Ngụy trang ánh sáng khuếch tán, một hình thức ngụy trang chống chiếu sáng trên tàu, đã được Hải quân Hoàng gia Canada thử nghiệm từ năm 1941 đến 1943. Khái niệm này được người Mỹ và người Anh áp dụng cho máy bay: vào năm 1945, một chiếc Avenger Grumman với đèn Yehudi đã đến gần tới 3.000 thước Anh (2.700 m) sát một con tàu trước khi bị phát hiện. Khả năng này đã bị lỗi thời do ứng dụng radar.
Uboat U-480 có thể là tàu ngầm tàng hình đầu tiên. Nó có lớp phủ cao su ngói không phản xạ, một lớp trong đó có các túi khí tròn để đánh bại sonar ASDIC. Sơn hấp thụ radar và vật liệu của vật liệu tổng hợp cao su và chất bán dẫn (tên mã: Sumpf, Schornsteinfeger) đã được Kriegsmarine sử dụng trên tàu ngầm trong Thế chiến II. Các thử nghiệm cho thấy chúng có hiệu quả trong việc giảm chữ ký radar ở cả hai bước sóng ngắn (centimet) và dài (1,5 mét).